# Konstanty Rek

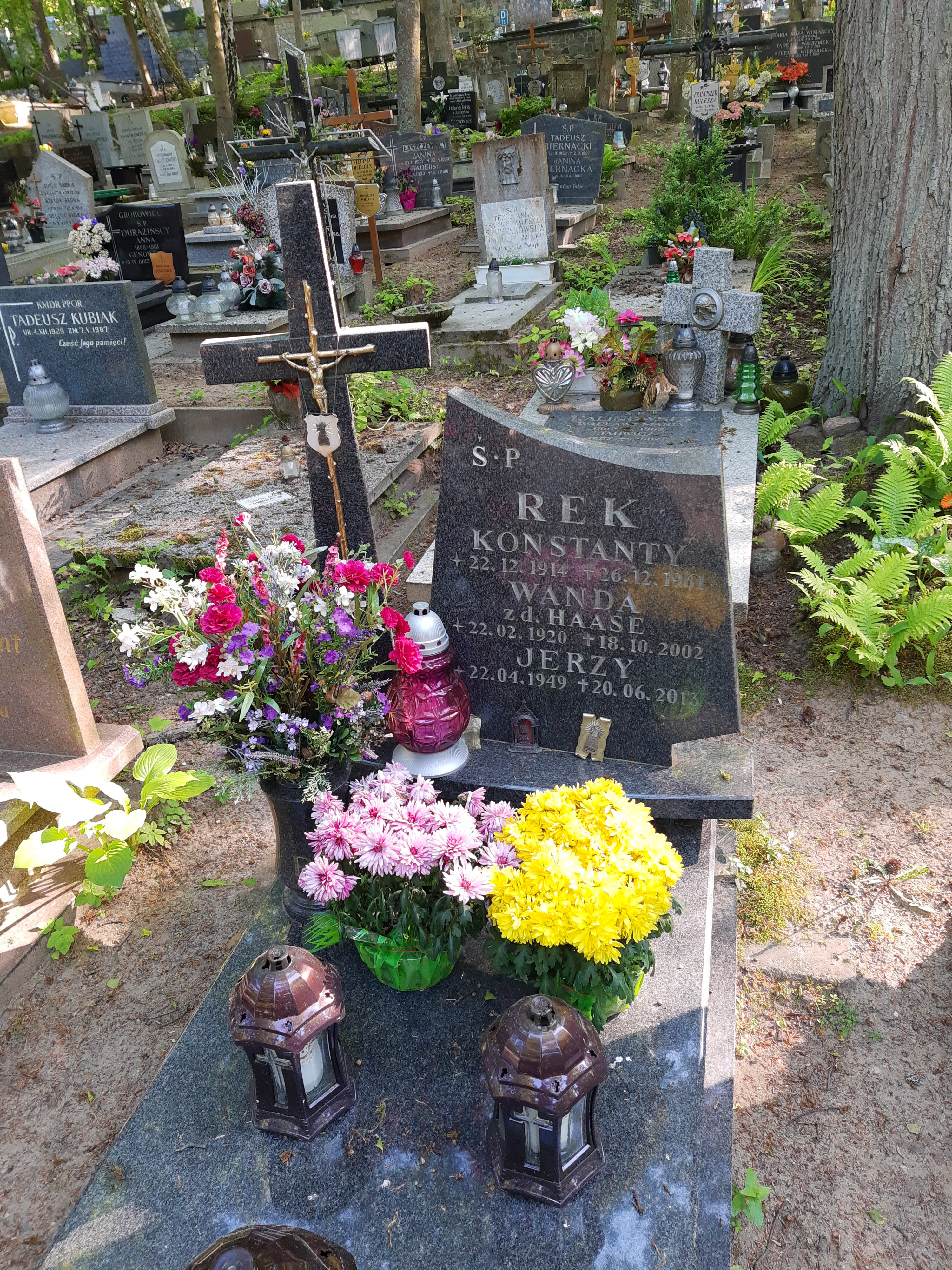
Grób Konstantego Reka na cmentarzu Witomińskim

 Konstanty Rek (ur. 22 grudnia 1914 w Dembowinie, zm. 26 grudnia 1961 w Gdyni) – przewodniczący Prezydium Miejskiej Rady Narodowej w Starogardzie Gdańskim, Sztumie i Gdyni.
Do 1936 był czeladnikiem szewskim w Białymstoku. Następnie ukończył szkołę podoficerską w Grodnie. Podczas wojny przebywał w Białymstoku, a lata 1944–1946 spędził w wojsku. Do 1950 pracował w Państwowej Fabryce Obuwia w Starogardzie Gdańskim. W latach 1950–1952 był przewodniczącym Prezydium Miejskiej Rady Narodowej w Starogardzie Gdańskim, następnie piastował to samo stanowisko w Sztumie, a od 1954 – w Gdyni. Z funkcji tej zrezygnował w 1959 i został dyrektorem Miejskiego Zarządu Budynków Mieszkalnych w Gdyni. Na stanowisku tym pracował do momentu odwołania w dniu 22 lutego 1961.
Zmarł 26 grudnia 1961 i został pochowany na cmentarzu Witomińskim (kwatera 72-15-11).